# Acrossus depressus
Acrossus depressus (Kugelann, 1792) è un coleottero appartenente alla famiglia degli Scarabeidi (sottofamiglia Aphodiinae).

## Descrizione

### Adulto

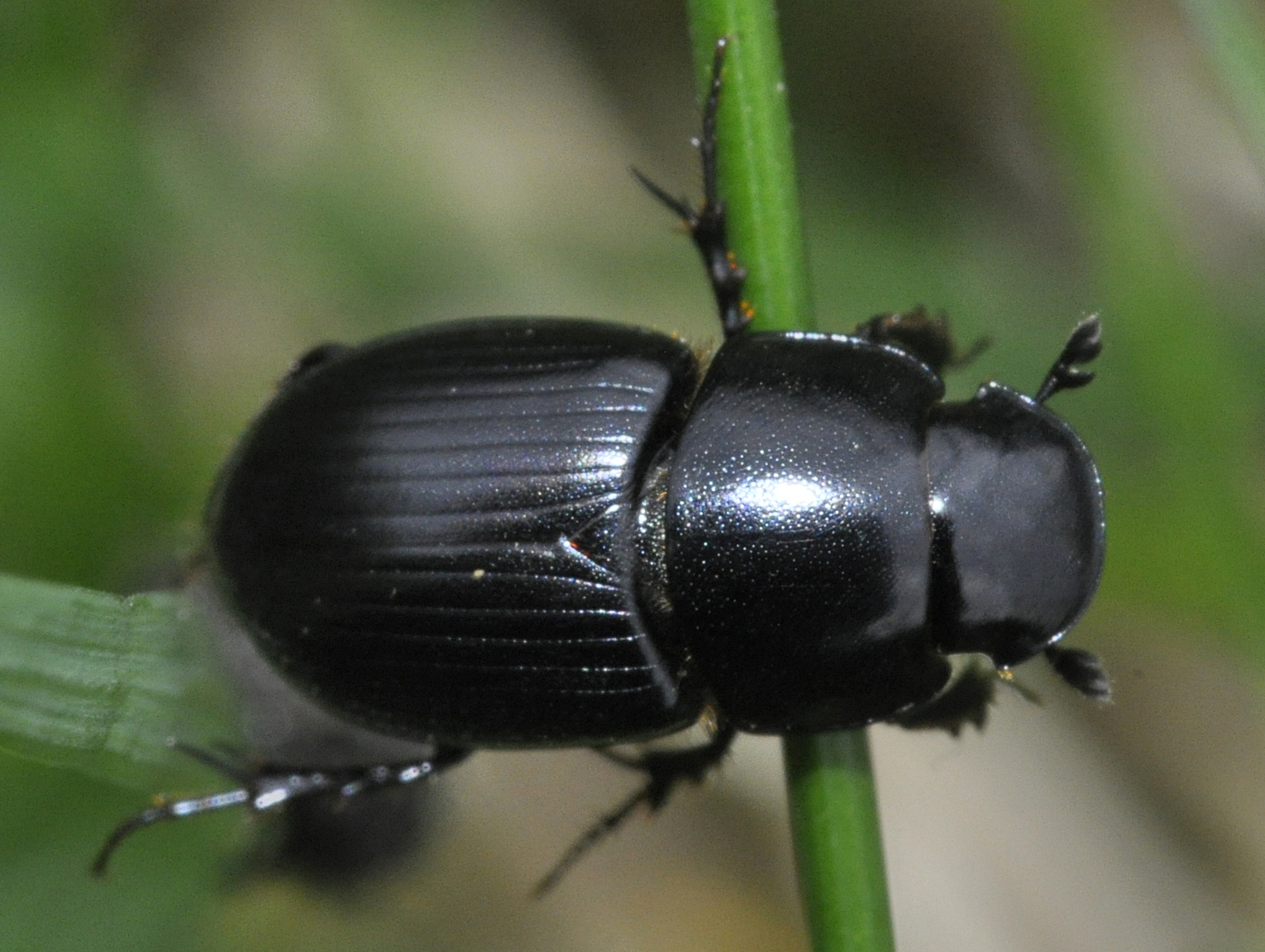

A. depressus è un insetto di piccole dimensioni, comprese tra i 6 e i 9 mm di lunghezza. Presenta testa e pronoto color nero, mentre le elitre sono di un colore variabile tra il nero ed il marrone rossastro.

## Biologia
Gli adulti compaiono in estate e sono di abitudini tendenzialmente diurne. Sono visibili nei pascoli di pianura, collina e montagna e compiono il loro ciclo vitale nelle feci.

## Distribuzione
A. depressus è diffuso in tutta Europa, nel Caucaso comprendendo la Turchia, il Kazakistan, la Mongolia, la Cina e la Siberia.